# Iglesia de la Merced (Burgos)
La iglesia y convento de Nuestra Señora de la Merced constituyen un monumento tardogótico de los siglos XV y XVI sito en la calle de la Merced de la ciudad de Burgos, en la provincia homónima, Castilla y León, España. El templo funciona como parroquia de los padres jesuitas, mientras que las antiguas dependencias conventuales, habitadas por los mercedarios durante más de tres siglos, están hoy integradas en un negocio de hostelería.

## Historia del convento y de la iglesia

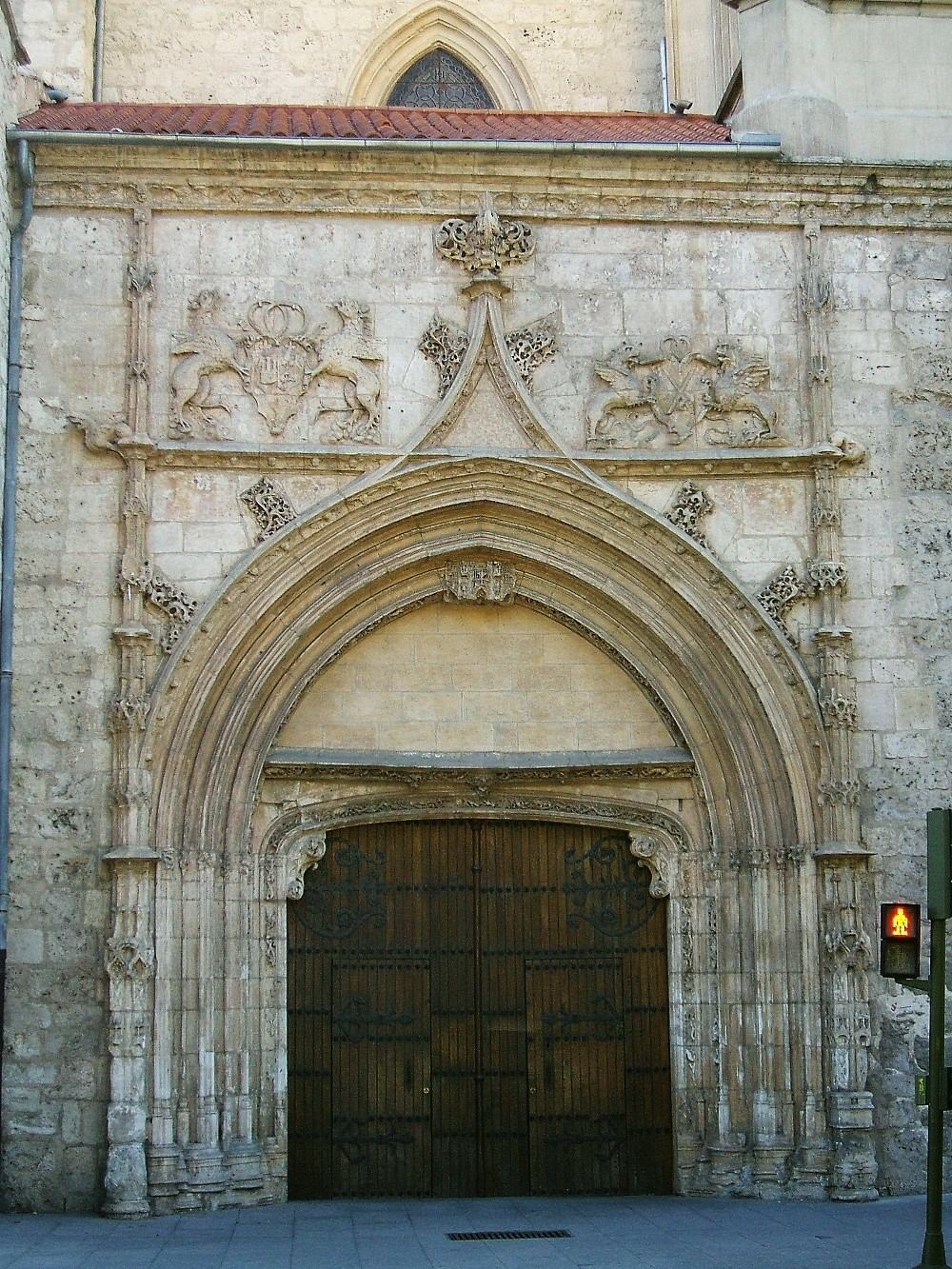
Portada de la iglesia

En 1419 los padres mercedarios abandonaron el pequeño convento fundado cerca del Hospital de San Lázaro por San Pedro Nolasco hacia 1272 y, con la ayuda de algunas ricas familias burgalesas y en particular del obispo de la ciudad, Alfonso de Cartagena, se instalaron en un lugar más céntrico, junto a la ribera izquierda del río Arlanzón, cerca del puente y el Arco de Santa María.
El nuevo convento comenzó a construirse en las postrimerías del siglo XV, hacia 1498, bajo el patronazgo de los mercaderes Francisco del Castillo y su esposa Leonor de Pesquera, y sobre planos del arquitecto Francisco de Colonia, o quizá de su padre, Simón de Colonia. Las obras se prolongaron a los primeros años del siglo XVI, y consta que en torno a 1519 intervenían en ellas los maestros Domingo y Pedro Villarreal.
A consecuencia de la desamortización de Mendizábal de 1836 los frailes mercedarios se vieron obligados a abandonar el edificio. Al rechazar el Arzobispado de la ciudad hacerse cargo del edificio, éste fue adquirido por el Ejército, dando comienzo el expolio sistemático de toda su riqueza: el mobiliario litúrgico, la imaginería, los retablos y los libros. El 31 de enero de 1891, fiesta de San Pedro Nolasco, la iglesia fue reabierta al culto bajo la jurisdicción de la Compañía de Jesús, que sigue regentándola hasta el día de hoy.
El 20 de abril de 2001 el templo sufrió un incendio accidental que le provocó gravísimos daños. Las llamas destruyeron el retablo mayor neogótico, fundieron los tubos del órgano, abrasaron las bóvedas, hicieron añicos las vidrieras y derrumbaron la cúpula del ábside. Tras una eficiente obra de restauración, llevada a cabo por Cabero Edificaciones S.A., la iglesia fue reabierta al culto el 21 de mayo de 2003.

### El claustro conventual

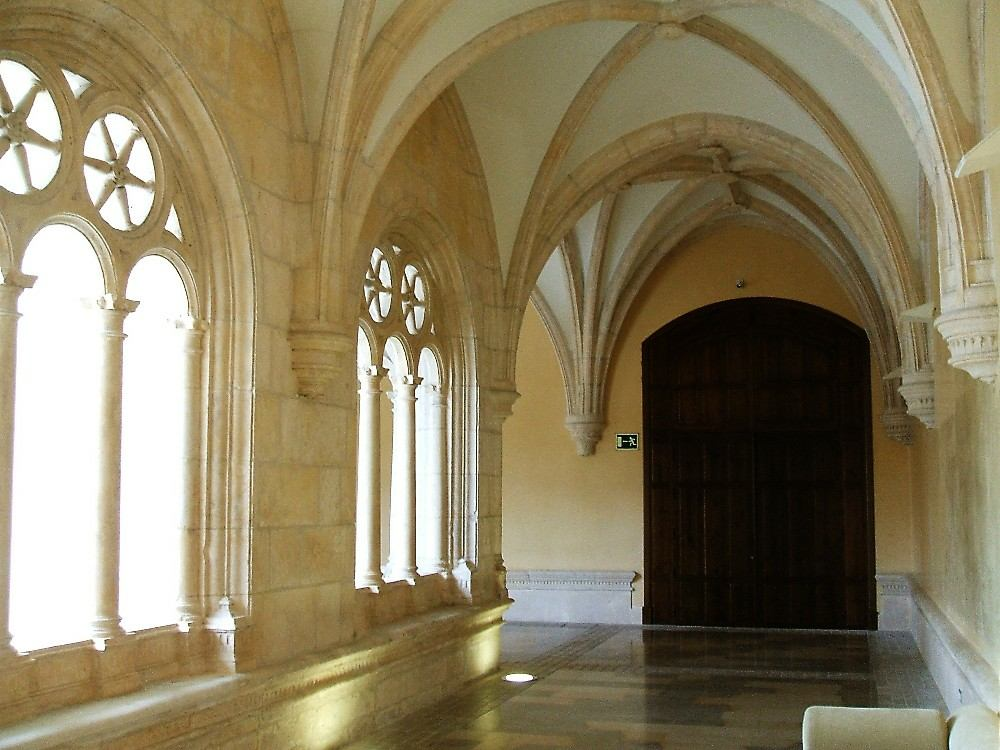
Claustro del convento

Separado de la parroquia e integrado actualmente en el Hotel NH "Palacio de La Merced" (donde funciona como espacio distribuidor de habitaciones y para la celebración de banquetes y reuniones sociales), se conserva, completamente restaurado y acondicionado para el uso hostelero, el claustro del antiguo convento. Se trata de una obra comenzada por el arquitecto Juan de Vallejo y fechable a mediados del siglo XVI.
Las cuatro pandas se componen de tramos cubiertos con bóveda de crucería sencilla salvo en las esquinas, donde la plementería está reforzada con terceletes, y nervaduras que descansan en ménsulas semicirculares. Las galerías se abren al patio central con soluciones decorativas a caballo entre el gótico y el renacimiento: arcos de medio en cuyos vanos se insertan dos maineles y dos columnillas adosadas a los lados, los cuatro de fuste circular liso, con collarino y basas sobre plintos, formando tres arquillos de medio punto que sostienen dos óculos estrellados a modo de ruedas de seis radios. Pese al mobiliario moderno que lo rodea y de la recia techumbre piramidal de metal y vidrio que recubre el patio, el cual desluce un tanto la estética del conjunto, el claustro conserva una elegante austeridad.

## La iglesia
La portada, practicada en la nave del Evangelio, mirando al río, se abre con arco apuntado rebajado y arquivoltas de finas labores vegetales. El arco de la puerta es carpanel y el tímpano se muestra vacío de bultos o relieves. El trasdós queda enmarcado por un arco conopial con cardinas y remate en cogollo, al que flanquean los escudos de armas de las familias Castillo y Pesquera asidos por grifos. El par de finas columnillas adosadas en sus flancos termina de dar a ésta portada el aspecto inconfundible del arte gótico flamígero. La torre con chapitel que se yergue sobre la portada es ya un aditamento neogótico.

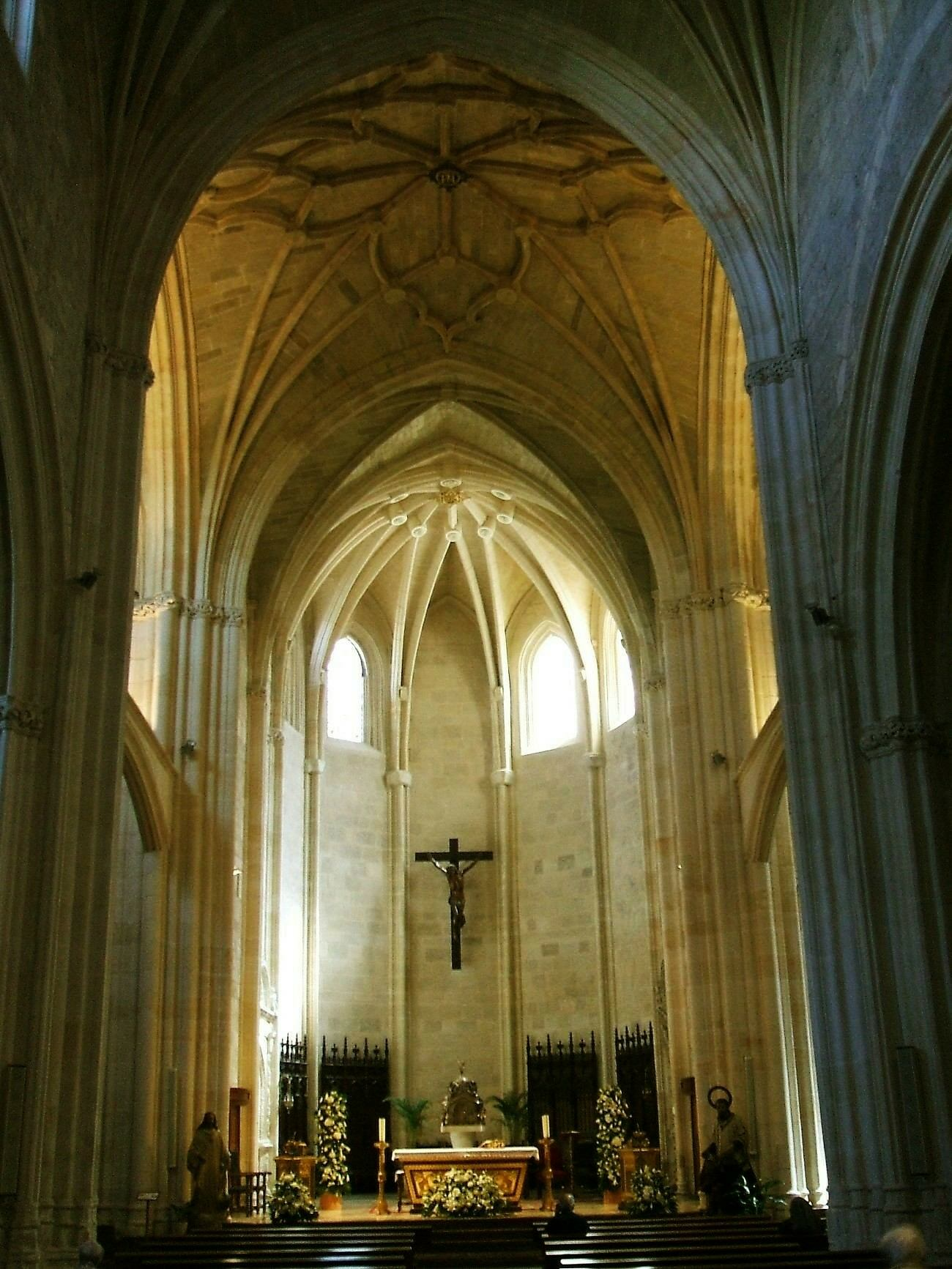
Cabecera de la iglesia

El interior presenta tres naves de cuatro tramos, la central más elevada, que terminan en sendos ábsides poligonales, más profundo el principal, heptagonal y abierto con ventanales ojivales en cuatro de los ochavos. La mayoría de las bóvedas son de crucería compleja, destacando las de los tramos de la nave central y la del crucero, con finas nervaduras dibujando terceletes y combados. Los pilares que forman el crucero están unidos por dos arcos diafragmas en los brazos del transepto.
El retablo mayor original era una obra realizada por Felipe Vigarny y su hijo Gregorio Pardo a mediados del siglo XVI que resultó mutilada tras la desamortización; sólo se conservan del mismo algunos relieves, los cuales actualmente se exhiben en el Museo de Burgos. En 1905 fue colocado en su lugar un retablo neogótico, pero éste se perdió en el incendio de 2001. Posteriormente la capilla principal estuvo despojada de retablo, sin más mobiliario en el ochavo central que el Santo Cristo de la Paz, obra moderna del escultor Miguel Blay, hasta que en el año 2019 dicho Cristo fue trasladado al Sagrado Corazón de Jesús de Gijón. La sillería realizada en madera de nogal, el sagrario de plata, hecho por la casa Tiestos de Barcelona, y la mesa del altar son también obras de arte modernas. En el presbiterio se sitúan los sepulcros renacentistas de los patronos del templo. Son bultos yacentes de pizarra bajo arcosolio, y su autoría ha sido atribuida a Nicolás de Vergara.

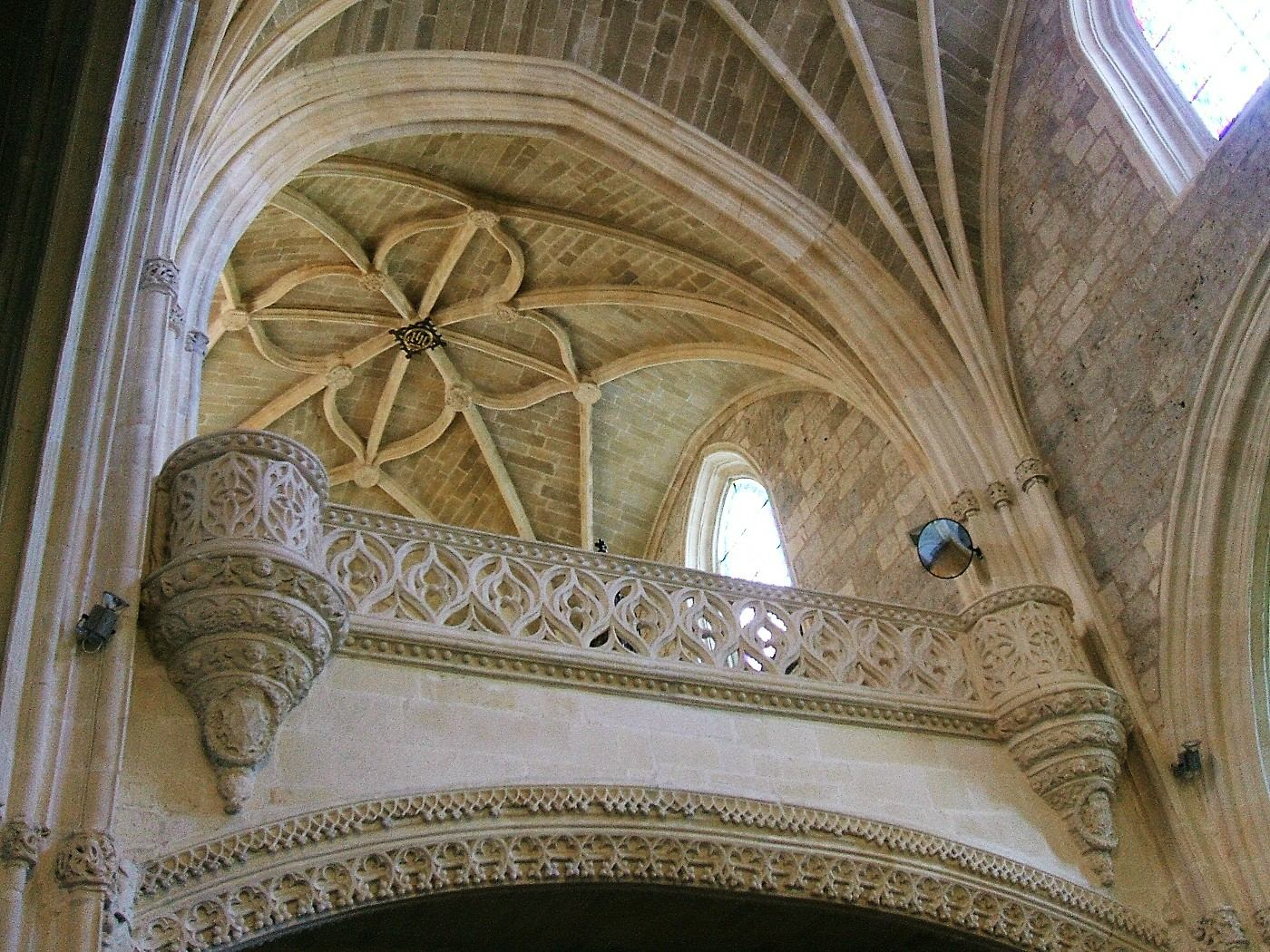
Coro de la iglesia

Los ábsides laterales alojan sendas capillas con altares neogóticos dedicados a la Virgen de la Merced, encabezando la nave del Evangelio, y a San Ignacio de Loyola, en la nave de la Epístola. En el primero se sitúan tallas de San Luis Gonzaga, San Estanislao de Kostka y San Juan Berchmans, y a su lado se muestra la Sagradda Familia; en el segundo, tallas de San Francisco Javier, San Alonso Rodríguez y San Francisco de Borja, flanqueadas por la Virgen de Montserrat. Son trabajos de principios del siglo XX realizados bajo la dirección del escultor burgalés Saturnino López y con las colaboraciones también de Eulogio de Valladolid y Victoriano Martínez. En la nave del Evangelio se sitúa una talla del Sagrado Corazón de Jesús, obra de T. Parés. En el acceso al presbiterio, una talla de Francisco Javier bautizando a un indio.
El pie de la iglesia presenta un interés especial por su abovedamiento y por el coro, labrado en estilo gótico isabelino por Diego de Siloé. Presenta una artística balaustrada a la que se adosan dos pequeños balconcillos semicirculares y un arco escarzano festoneado. El órgano, con 1296 tubos, fue construido en los talleres Cavaillé-Coll de París en 1905 y presenta estructura de madera tallada en estilo neogótico.

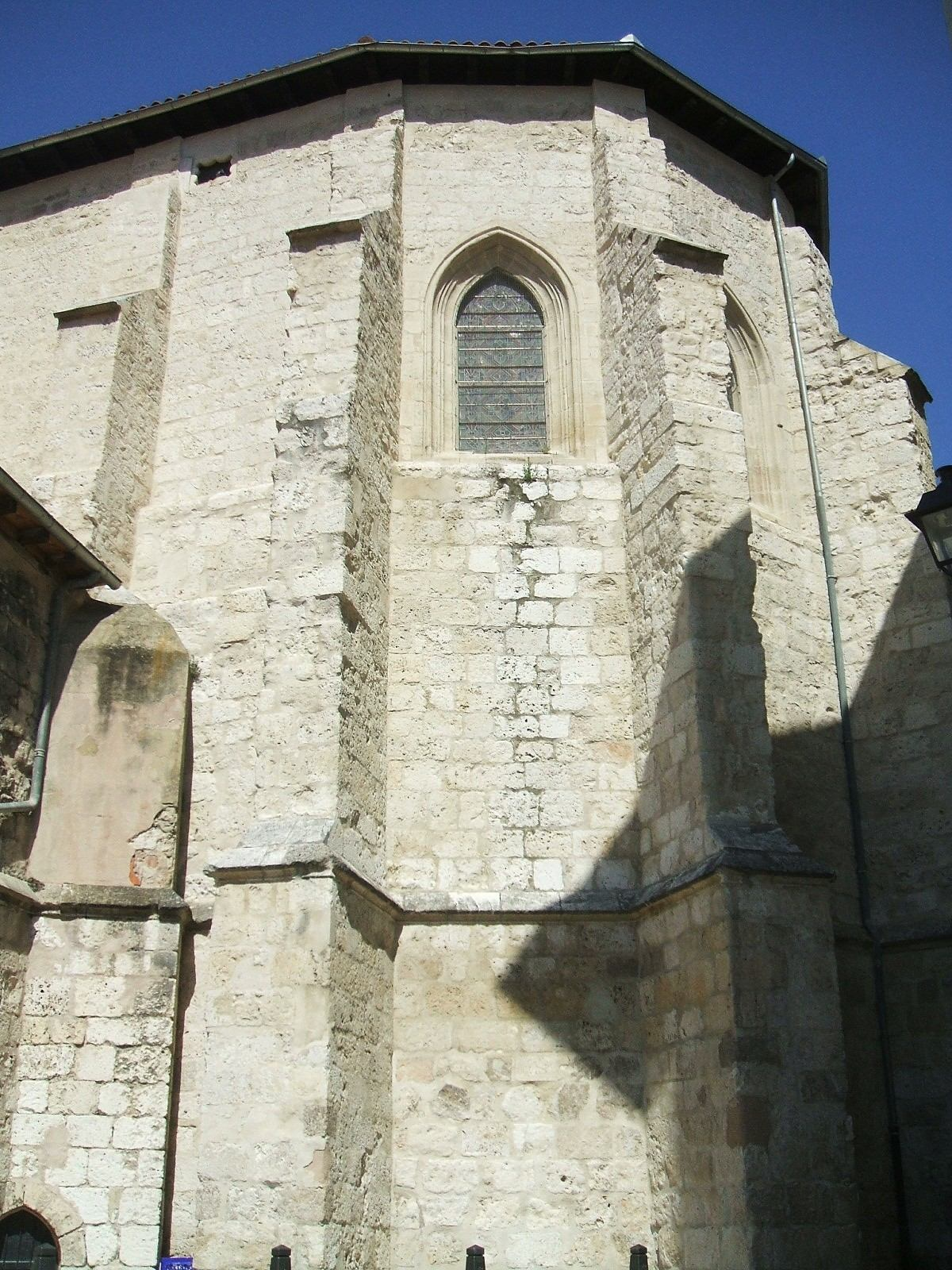
Ábside de la iglesia
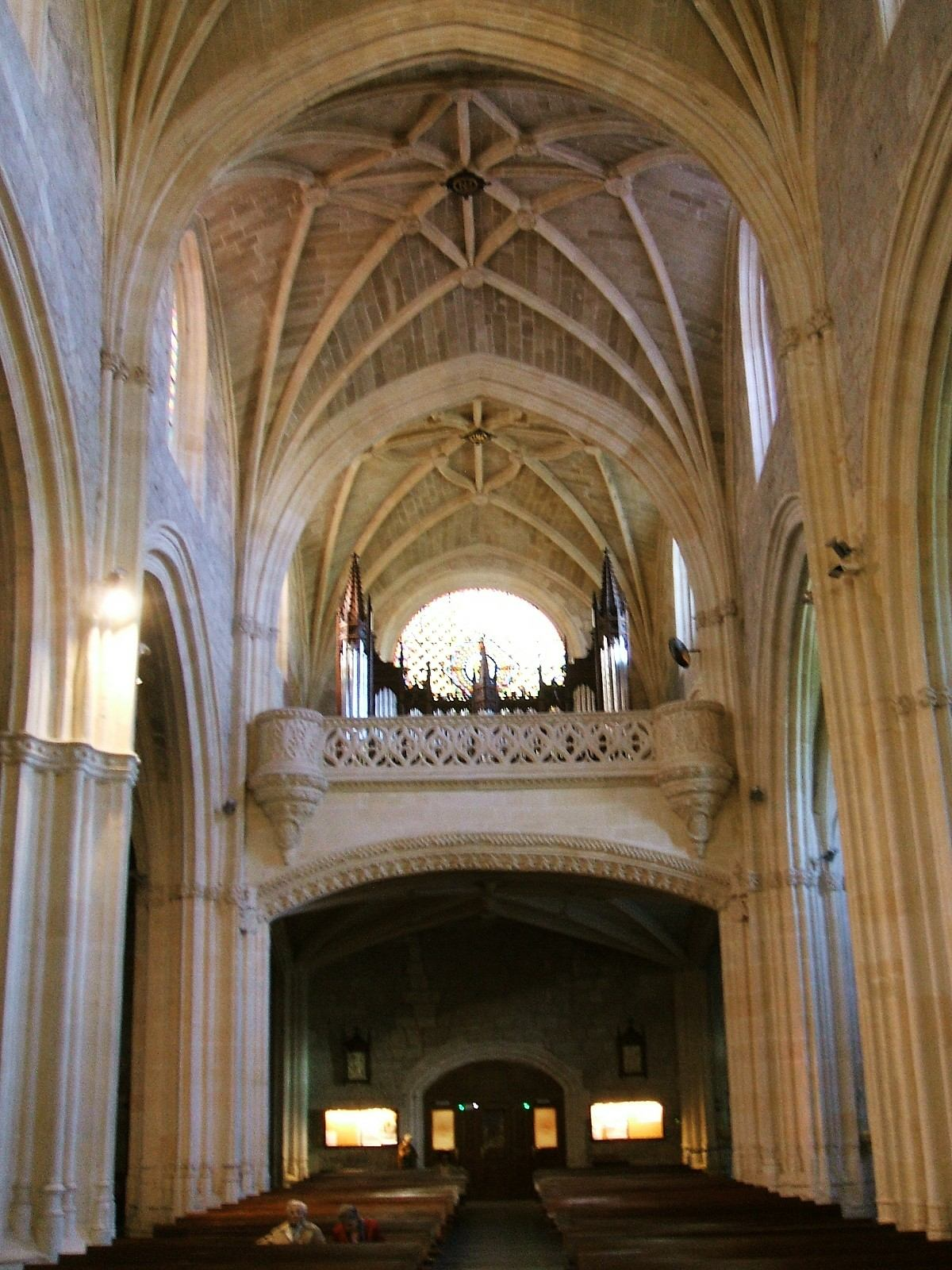
Pie de la iglesia
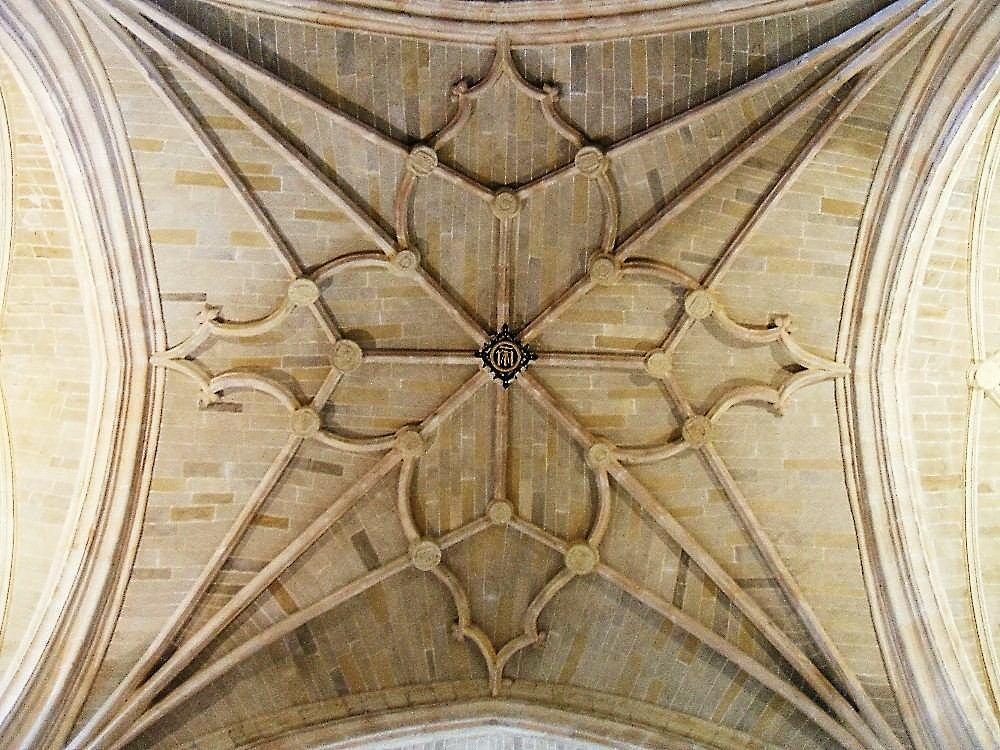
Bóveda del crucero
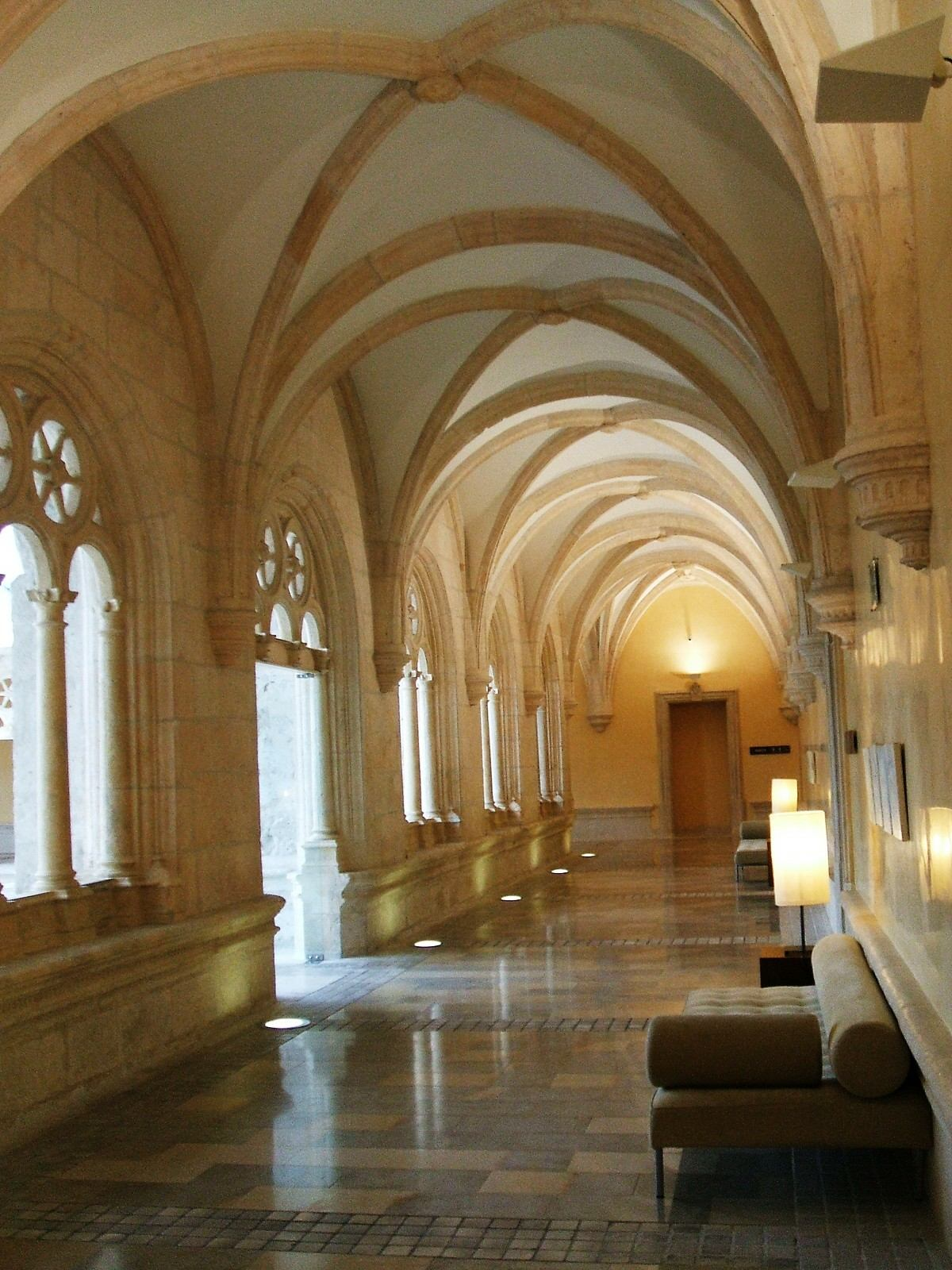
Claustro del antiguo convento
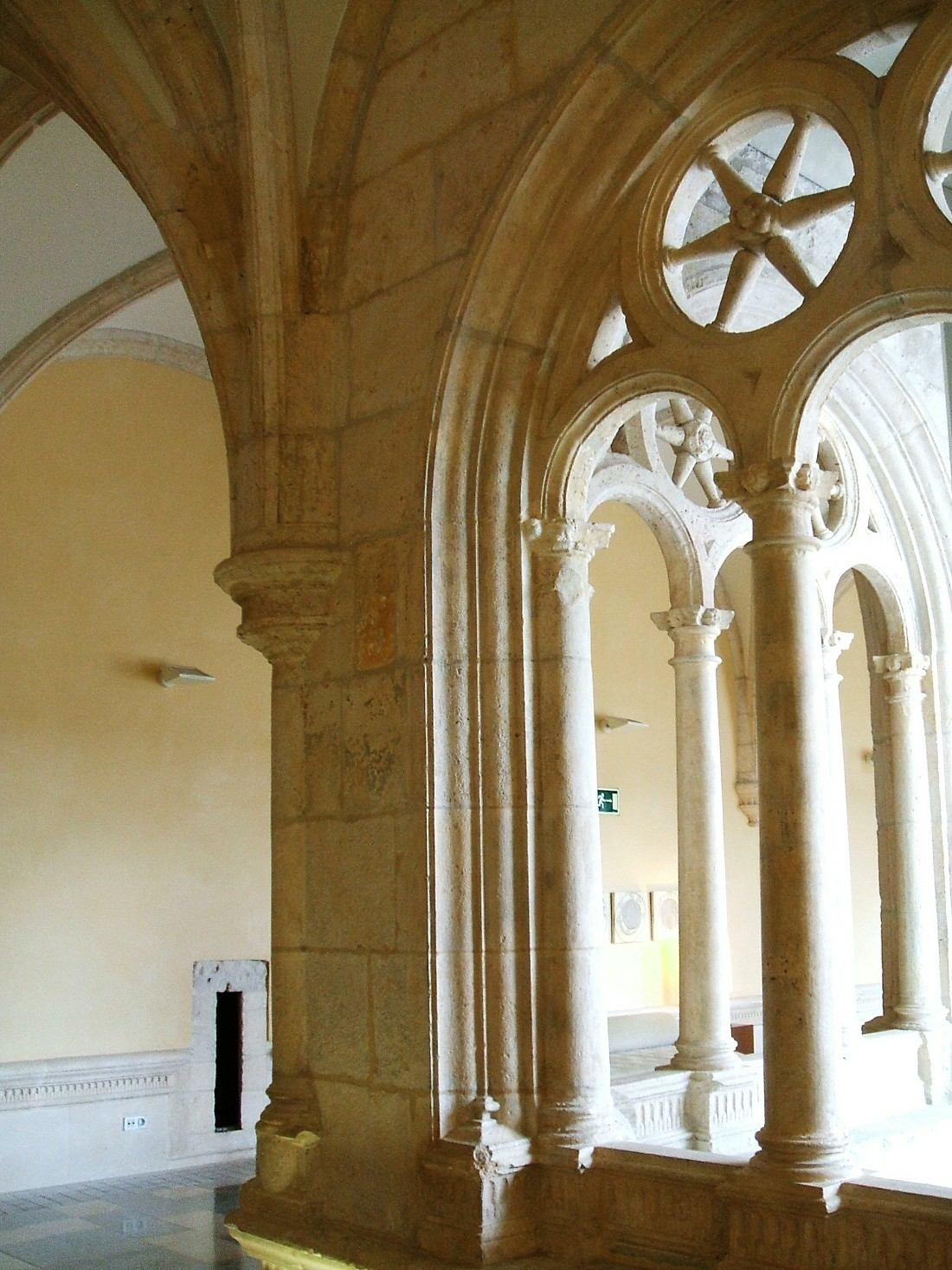
Claustro del antiguo convento
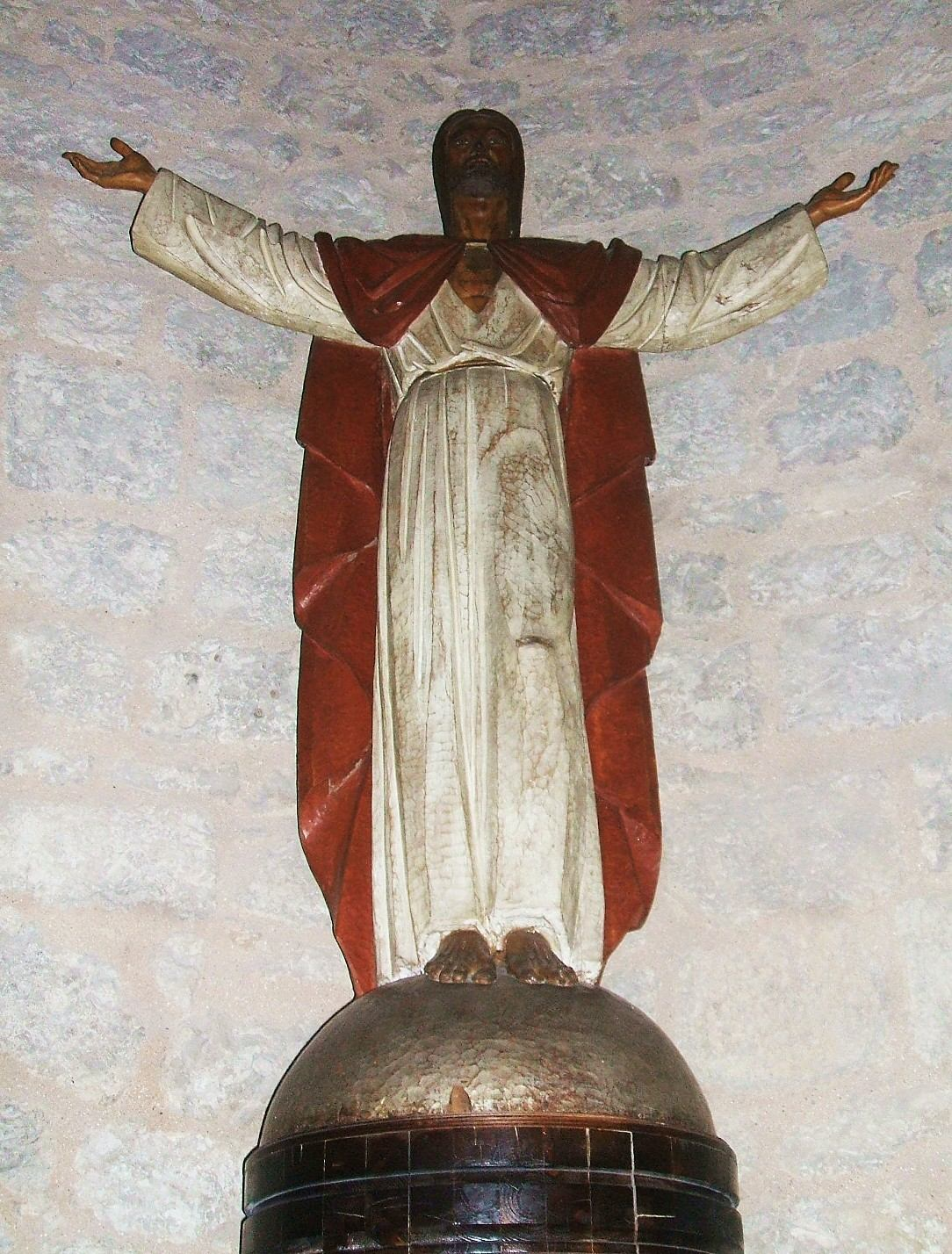
El Sagrado Corazón de Jesús
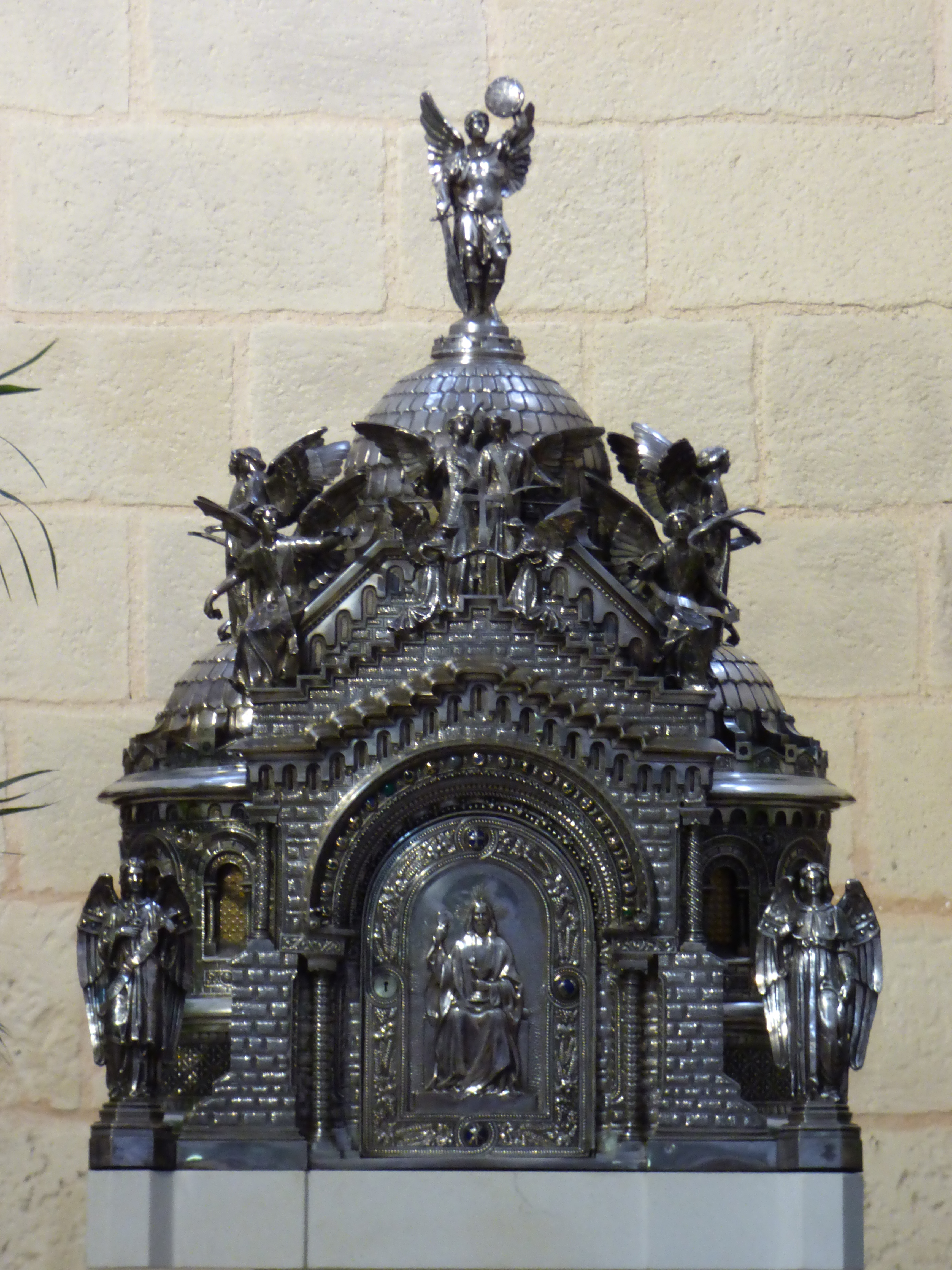
Sagrario que, procedente del Sagrado Corazón de Jesús de Gijón, estuvo hasta el año 2019 en La Merced.